# 馮美人
冯美人（?—?），宋高宗的妃嬪。
绍兴十二年（1142年）正月廿六日冯氏为红霞帔，绍兴十三年（1143年）六月初九日转典籍，绍兴十六年（1146年）五月初十日，宋高宗下诏典籍冯氏进封美人，美人冯氏，才人韩氏、吴氏、李氏、王氏都被宋高宗宠幸，后都被废位。绍兴二十八年（1158年）七月十四日，宋高宗下诏可令冯美人归家自便。 
　　